# 大帕爾門湖
53°21′42″N 13°34′04″E / 53.3617°N 13.5679°E
大帕爾門湖（德語：Großer Parmensee），是德國的湖泊，位於該國西南部，由勃蘭登堡州負責管轄，處於烏克馬克縣，面積1.2平方公里，海拔高度89米，最大水深7米，水體容量412萬立方米。